# Strasjimirovo
Strasjimirovo (bulgariska: Страшимирово) är ett distrikt i Bulgarien.   Det ligger i kommunen Obsjtina Beloslav och regionen Oblast Varna, i den östra delen av landet, 400 km öster om huvudstaden Sofia.
Trakten runt Strasjimirovo består till största delen av jordbruksmark. Runt Strasjimirovo är det ganska glesbefolkat, med 38 invånare per kvadratkilometer.